# T–90
A T–90-es harckocsi az orosz hadsereg harckocsija, amelyet az 1990-es évek elejére fejlesztettek ki. E harckocsi (amely tulajdonképpen egy, a T–80-as sikeresebb elemeit felhasználó, modernizált T–72-es) közbenső megoldást jelent Oroszország számára egy modernebb harckocsi kifejlesztéséig.
A Nyizsnyij Tagil-i UralVagonZavod által kifejlesztett és gyártott harckocsit jelenleg az orosz hadseregen kívül India hadereje és Vietnám alkalmazza (valamint India helyben, licenc alapján gyártja).

## Fejlesztése, gyártása
A T–90-es harckocsit a T–88-as típusjelű, kísérleti jármű bázisán fejlesztette ki az 1990-es évek elejére a Nyizsnyij Tagilban található Karcev–Venyegyiktov Tervezőiroda. A fejlesztők tulajdonképpen a T–72BM bázisjárművére építették fel a T–80-as sikeresebb elemeit, azonban a T–90-est már új generációs alváz- és toronypáncélzattal látták el. A harckocsi azonban csak átmeneti megoldás, amíg a következő generációs harckocsi el nem készül, ez azonban pénzügyi nehézségek miatt sokat csúszik. Emellett a gyártó életben maradását is jelenti az alacsony darabszámú gyártás, amivel remélhetőleg kihúzzák az új harckocsi elkészültéig.
A harckocsi gyártása 1993-ban kezdődött, de pénzügyi nehézségek miatt kénytelenek voltak leállni. Az első 107 darabos széria átadására 1996 végéig került sor. A sorozatgyártásnak új lökést adott India 124 darabos megrendelése, amelyet 2004 végéig teljesítettek. Az orosz hadsereg további 91 darabot rendelt, amelyek leszállítása 2005 januárjában fejeződött be.
Az orosz hadsereg a T–90-es harckocsit a Távol-keleti Katonai Körzetnél rendszeresítette, ahol a klimatikus és úthálózat adottságai miatt jól alkalmazható.

## Fegyverzet

### Fő fegyverzet

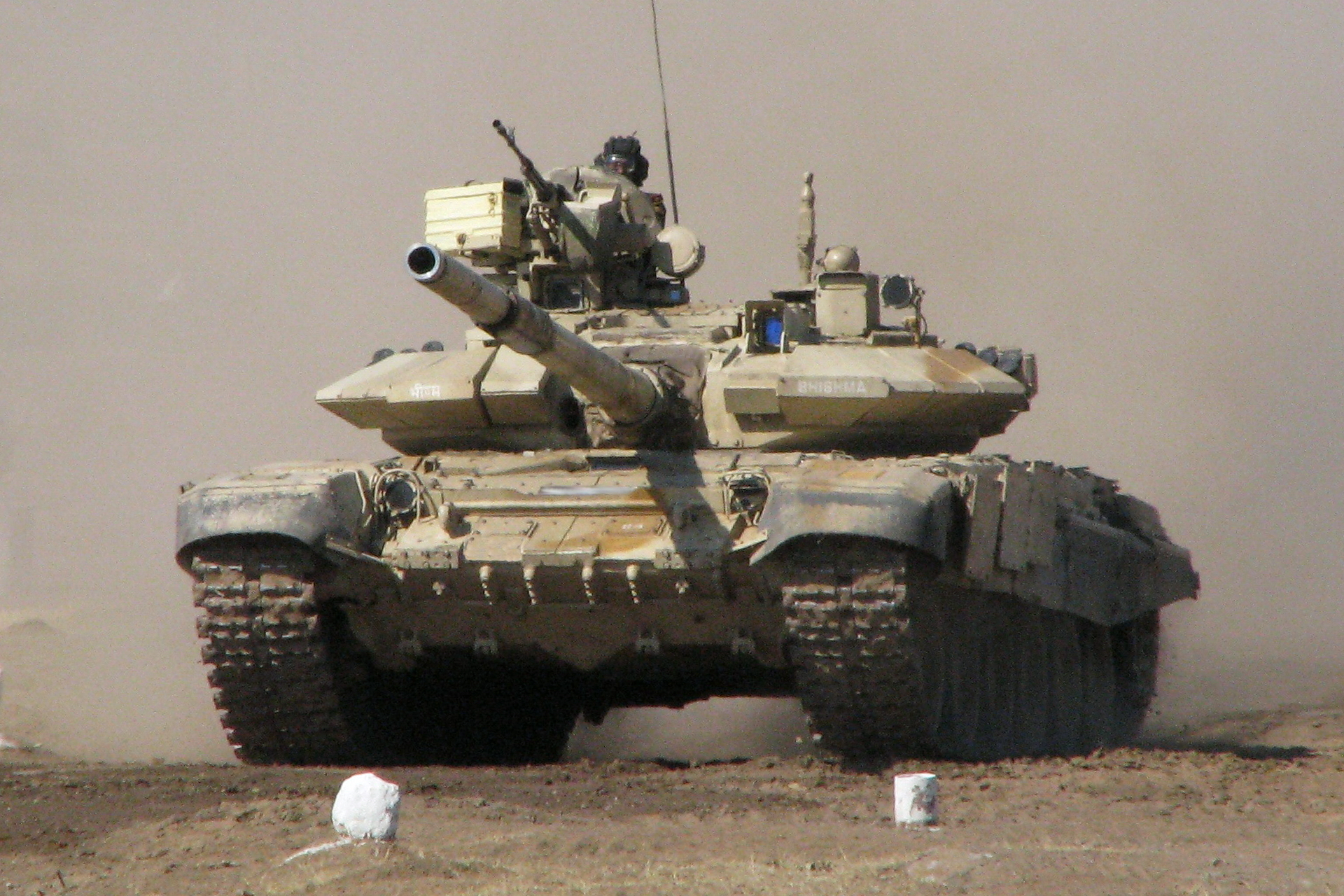
Az indiai hadsereg T-90IN "Bhishma" harckocsija

A T–90-es fő fegyverzete egy 2A46M típusú, 125 mm-es, sima csövű harckocsiágyú, amit 2E42-4 Zsaszmin kétsíkú elektromechanikus stabilizátorral láttak el. Az ágyú számítógép-vezérlésű, a töltési mechanizmus (ami 6-8 mp-et vesz igénybe) és a lövés utáni szellőztetés is teljesen automatizált, amely növeli a tűzgyorsaságot. A harckocsi integrált 1A45T Irtis típusú tűzvezetőrendszere  automatikus működésű, ezért elég a célt kijelölni és a lőszertípust kiválasztani, a további tevékenység automatikus – a harckocsiparancsnok a tűzvezetőrendszer működését felülbírálhatja. Az ágyú tűzgyorsasága 6–8 lövés/perc. A harckocsi összesen 43 lőszer hordozására képes, ebből 22 van közvetlenül a töltőberendezésben.

#### 2A46M ágyúhoz rendszeresített lőszerek
A löveg széles lőszerválasztékkal rendelkezik, többek közt: 3BK18M, 3BK29M kumulatív páncéltörő lőszer (HEAT), 3BK21B szegényített uránnal szerelt páncéltörő lőszer (APDU), 3OF26 egy időzíthető szárnystabilizált repesz-romboló lőszer (HE-FRAG-FS), amit az irányzó a lézeres távolságmérő segítségével programozhat, megnövelve a lassan repülő légi járművek, és a fedezék mögött megbúvó gyalogság elleni hatékonyságot, 3BM-44M leválóköpenyes szárnystabilizált páncéltörő lőszer (APFSDS), valamint képes 9K119 Refleksz (későbbi változatoknál 9K119M Refleksz-M) típusú lézervezérlésű páncéltörő rakéta (ATGM) indítására is. A rakéta 100 m-től 5000 m-ig hatásos.

### Kiegészítő fegyverzet
A harckocsi másodlagos fegyverzetét egy koaxiális PKTM 7.62x54mm R-es géppuska, az összes lőszer-javadalmazása 2000 darab. Ezeket 8×250 darabos hevederekre osztva tárolják, a tűzgyorsasága közel 250 lövés percenként. Ehhez társul a tetőre szerelt, alapvetően légvédelmi feladatokat szolgáló NSZVT 12,7 mm-es (12,7×108 mm) géppuska, azonban a későbbi típusokra már a 12,7 mm-es (12,7×108 mm) 6P49 Kord géppuskát szerelték. Mindkét fegyverhez 300 darab lőszert szállít, 2×150 db-os tárral. Természetesen nem csak légi célokat képes tűz alá venni, hanem szárazföldi célpontokat is.
A személyzet számára további 3 db AKSZ–74U (5,45×39 mm) gépfegyver is rendelkezésre áll, arra az esetre, ha a harctéren kellene elhagyni a harcjárművet. Ezen felül van még 10 db F-1 vagy RGD típusú kézigránát.

## Célzórendszer
A T–90 tűzvezető rendszere magában foglalja az 1G46 típusú, 2,7–12× nagyítású nappali optikai irányzékot, amely lehetővé teszi a célzott lövést akár 5 km-es távolságra lévő célpont ellen is. Tartalmazza továbbá az 1A43 lézeres távolságmérőt, a DVE–BS szélsebességmérőt, az 1V528–1 ballisztikai számítógépet és a 9S517–1S rakétavezérlőt. A parancsnokot ellátták a PNK–4S komplexummal, ami lehetővé teszi a pontos célzást a tetőre szerelt nehézgéppuskával, emellett érdemes megemlíteni a hozzá tartozó TKN–4S AGAT–S – stabilizátorral rendelkező – nappal- és éjjellátó rendszert, ami lehetővé teszi a parancsnoknak a 700 m–1100 m-re lévő, harckocsi méretű cél azonosítását éjszakai hadműveletek során; a korábbi modelleknél a TO1–KO1 éjjellátó rendszert használtak, azonban a későbbi modellekbe (T–90SZ) már az ESSA-t építették, ami a francia Thales Optronique által gyártott CATHERINE-FC hőképalkotó kamerát használja, ezen rendszer 4000 m-ig használható harckocsi méretű cél esetén.

## Felügyeleti és kommunikációs eszközök
Kommunikáció: R–163–50K HF és R–163–UP FM vevő egység. Ez a rendszer a 2–18 MHz frekvenciatartományban (1 kHz-es lépésekben), 350 km-es távolságig használható.

## Védelem

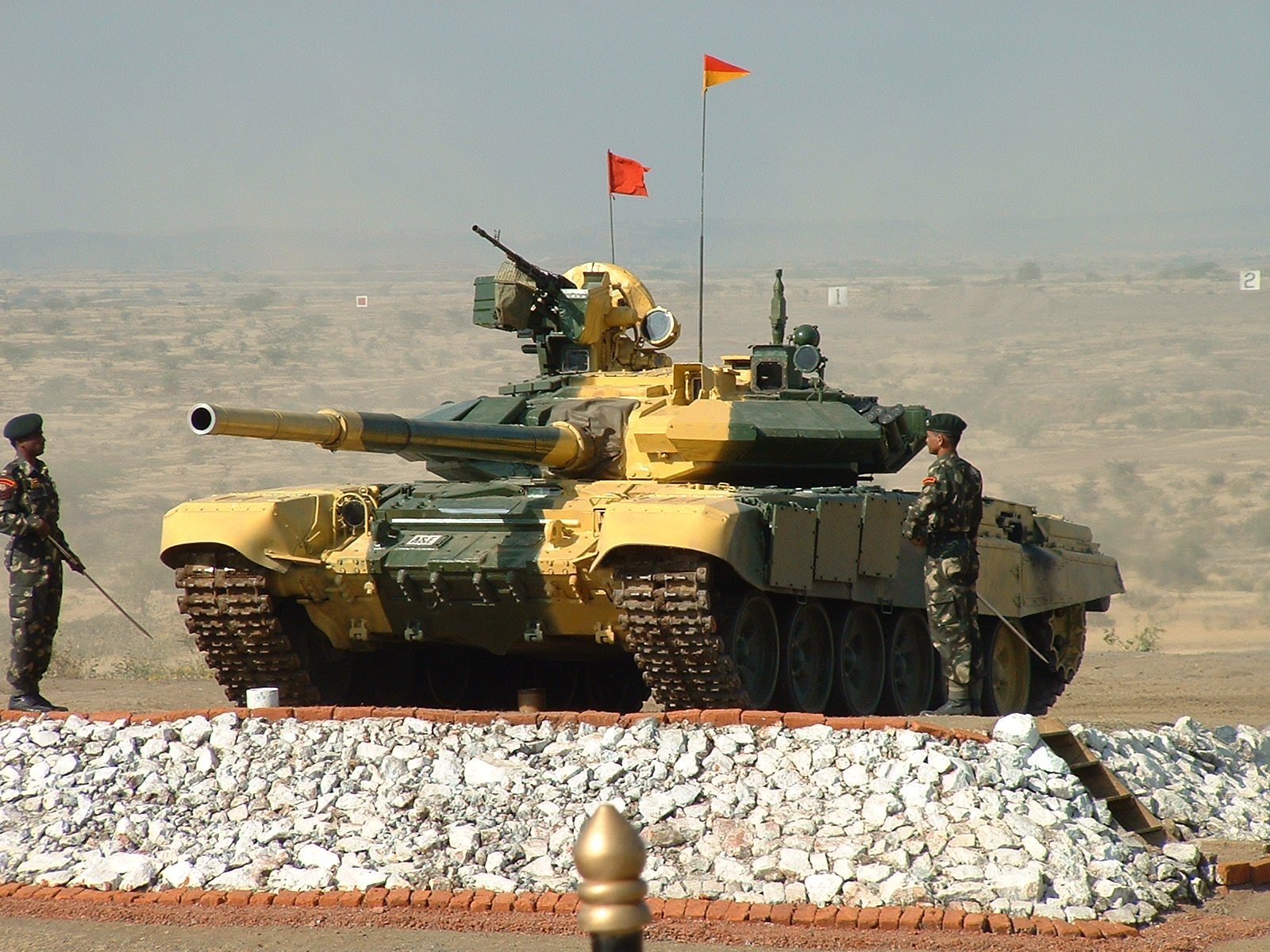
Az indiai hadsereg T–90IN "Bhishma" harckocsija

A harckocsi aktív és passzív védelemmel is rendelkezik. Emellett teljes atom-, biológiai- és vegyi (ABV) védelemmel is ellátták. A passzív védelmet elsősorban a rétegelt acél–kompozit páncél jelenti, emellett a T–90 alapvédelméhez tartozik a Kontakt–5 – későbbi változatokon a Relikt – reaktív páncélzat is, ami megtalálható a torony oldalain és a tetején, hogy védje a harckocsit a felülről érkező lövedékek ellen. A torony emiatt egy kagylóhéjra emlékeztet, ennek köszönhetően kis keresztmetszetű („alacsony profilú”) mint célpont. Emellett a lőszer nem a torony hátsó részében került elhelyezésre, mint a nyugati nehézharckocsiknál, hanem a harckocsi küzdőterében (a lehető legalacsonyabb ponton) kapott helyet –, ami csökkenti a jármű felderíthetőségét és a lőszer készletet ért találatok esélyét, ezzel javítva a harckocsi túlélőképességét, amennyiben nem felülről érkezik a támadás, ellenkező esetben drasztikusan megnő a lőszerrobbanás esélye, ami a személyzet azonnali halálát eredményezheti. Tervben van a Kontakt–5 reaktív páncélzat lecserélése modernebb Kaktuszra, amely nagyobb blokkokból áll.
Felszerelhető továbbá KMT–7 vagy KMT–8 típusú aknakifordító eke a harckocsi elejére, amik a lánctalp előtt felrobbantják az aknát (KMT–7), vagy kifordítják a földből (KMT–8).
A TSU–1–7 Stora–1 EOCMDAS egy elektrooptikai védelmi rendszer, ami magába foglalja a digitális számítógépet, a két OTSU-1-7 elektrooptikai egységet (az ágyú két oldalán látható 2 „doboz”), és a torony tetején lévő besugárzás-jelzőket (2 db TSU-1-11, 2 db TSU-1). A rendszer lényege, hogy megzavarja a SACLOS és a lézer-rávezetésű rakétákat, amik így optimális esetben irányíthatatlanná válnak, és elvétik a célt, tehát a Shtora-1 egy ellentevékenységet végrehajtó rendszer. A rendszer része további 12 db 81 mm-es, kifejezetten az infravörös lézerek számára átláthatatlan ködgránát (81 mm 3D17 Anti-FLIR), amit a torony hátsó-oldalsó részén található vetőcsövekből lehet kilőni, ez automatikusan megtörténik az adott irányba, amennyiben a rendszer besugárzásjelzői egy rávezető sugarat észlelnek (ehhez egy hangjelzés is párosul, ami figyelmezteti a személyzetet, és a rendszer lehetőséget ad arra, hogy a sugár forrásának irányába állítsák a tornyot), ekkor a füst néhány másodperc alatt szétterül (időjárástól függ, hogy mennyi idő alatt oszlik szét), meggátolva a lézeres-rávezetést. Igény esetén a ködgránát helyett dipólköteg, vagy infra „csali” is bevethető. Továbbá felszerelhető még Nakidka csomag, amely megnehezíti a harckocsi felfedezését infra képalkotók, és mm-es hullámhosszú radarok számára.
Emellett a kipufogógázba fecskendezett gázolaj segítségével bármikor füstfüggönyt hozhat létre.
Eleinte tervben volt az ARENA aktív védelmi rendszer felszerelése is, az azonban sok helyet igényelt, ami a reaktív páncélzat rovására ment, így a rakétákkal szemben javult ugyan a harckocsi védelme, de a 25–40 mm-es gépágyúk – pl. az az amerikai M2/M3 Bradley, M242 Bushmaster és változatainak – lövedékei ellen így bizonyos pontokon csak az alap páncélzat védi a harckocsit, ami azonban meglehetősen vékony, így ezt a rendszert jelenleg nem használják.

## Mozgékonyság

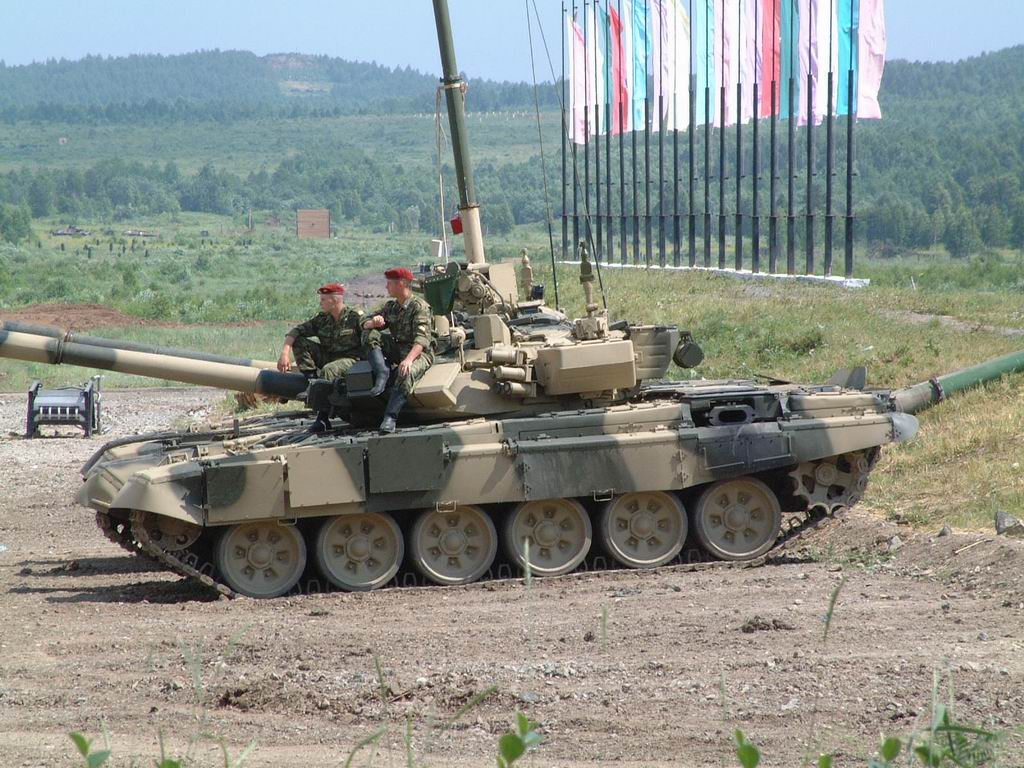
Orosz T–90-es OPVT-vel felszerelve

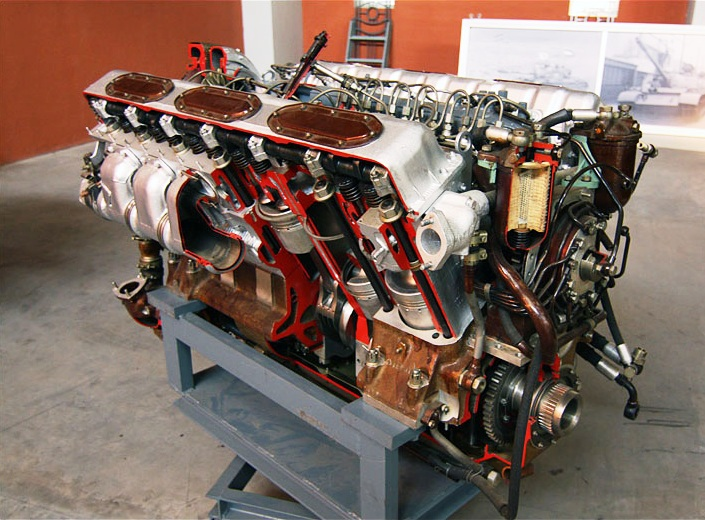
A V–92S2 motor

A T–90-es mozgékonyságát egy dízelmotor biztosítja, amelynek típusa függ a harckocsi típusváltozatától. A V–84MS 618 kW (840 LE) négyütemű, V12 dízelmotor, melynek későbbi modelljei, a V–84KD turbófeltöltővel van felszerelve, teljesítménye 746 kW (1000 LE), illetve a V–84 növelt teljesítményű változata 932 kW (1250 LE) leadására képes. Az indiai T–90SZ harckocsikat már V–92S2 V12 „mindenevő”-dízelmotorral szerelték, ez a típus 736 kW (1000 LE) leadására képes, az 1250 LE-s változata a V–96. A motort az UralVagonZavod fejlesztette és a Cseljabinszki Traktorgyár (CSTZ) gyártja. A T–90SZ harckocsikat ellátták légkondicionáló rendszerrel is, hogy a forró sivatagi időjárás ne rontsa a személyzet teljesítményét. A rendszer része még a 3EC13 Inyej automatikus tűzoltórendszer is. A harckocsi sebessége műúton 65 km/h, míg terepen 45 km/h. Hatótávolsága 550–650 km.
A harckocsi alkalmassá tehető mélyvízi átkelésre is, ehhez az OPVT toronyszellőztető rendszer felszerelésére van szükség.

## Típusváltozatok
- T–90 (Objekt 188) – Alapváltozat.
  - T–90K – A T–90-es parancsnoki változata, a hozzá szükséges navigációs és kommunikációs berendezésekkel felszerelve.
  - T–90E – A T–90-es exportváltozata.
  - T–90SZ (Objekt 188Sz) – A T–90 exportváltozata. Opcionálisan választható Stora–1 és ARENA rendszerrel (cirillből hibásan átírva T–90C-ként is ismert, azonban a „С” betű nem latin, hanem cirill betű).
  - T–90SZK – A T–90SZ parancsnoki változata.
  - T–90IN „Bhishma” – Indiának szánt T–90SZ exportváltozat. ESSA, V–92SZ2 dízelmotorral és 2A46M–5 Rapira 125 mm-es, sima csövű ágyúval felszerelt, aktív védelmi rendszer nélkül. Az első 127 db Oroszországban készült, a többit Indiában gyártják.

- T–90A Vlagyimir (Objekt 188A) – Az orosz hadsereg számára kifejlesztett speciális változat V–92SZ2 típusú motorral, új toronnyal, valamint 125 mm-es, 2A46M-5 sima csövű ágyúval, kompozit páncélzattal és reaktív páncélzattal, ESSA éjjellátó rendszerrel, öntömítő üzemanyag tartállyal és igény esetén Nakidka borítással.
  - T–90AK – A T–90A parancsnoki változata.
  - T–90SZA (Objekt 188SZA) – Algériának szállított T–90A export változata. 3. generációs Relikt reaktív páncélzattal, és opcionálisan választható Stora–1 és ARENA rendszerrel.
  - T–90SZKA – A T–90SZA parancsnoki változata.

- T–90AM
  - T–90SZM
- T-90M ("Proriv-3") – A T-90 erősen továbbfejlesztett változata, először 2017-ben jelent meg a nyilvánosság előtt. A fő jellemző a torony kialakításának korszerűsítése (öntvény helyett „mind hegesztett”(?)) az új, fejlett tűzvezérléssel Kalina rendszer (integrált harci információs és vezérlőrendszerekkel), új Irbisz-K lövészirányzék és négy videokamera, amelyek 360°-os rálátást biztosítanak a környezetre a parancsnok számára, új, továbbfejlesztett 2A46M-5 ágyú 7,62 mm-es koaxiális géppuskával, fegyverállomás "UDP T05BV-1" távirányítós 12,7 mm-es "Kord" géppuskával. A lőszerkörhinta továbbfejlesztett páncélzattal rendelkezik. A hajótest mindkét oldala elöl további páncéllemezekkel, hátul pedig lécpáncélzattal van felszerelve. Az új verzió tartalmazza a vadonatúj Relikt ERA-t (reaktív robbanó páncélzat) a tornyon és a hajótesten, a "soft kill" APS Stora-1-et a (már elavult) zavaró készülékek nélkül és a "hard kill" APS Arena-M-et. A torony elején található ERA egy „öntvényből” készül, és terepen egy legénységgel könnyen cserélhető. A további fejlesztések közé tartozik az új, 1130 lóerős V-92S2F motor automatikus sebességváltóval, a továbbfejlesztett környezetvédelmi vezérlőrendszer és a GLONASZSZ műholdas navigációs rendszerek. Tartalmaz továbbá egy továbbfejlesztett AZ-185M2 automatikus betöltőt, amely hosszabb (és ezáltal hatékonyabb) APFSDS-lőszert tesz lehetővé Szvinyec-1 és Szvinyec-2. Az automatikus betöltőn kívül tárolt lőszerek nagy részét a hajótest környékéről a torony hátuljába helyezték át, hozzáadott kifúvó panelekkel arra az esetre, ha a lőszer katasztrofális robbanást szenvedne, megvédve a legénységet és más érzékeny berendezéseket.

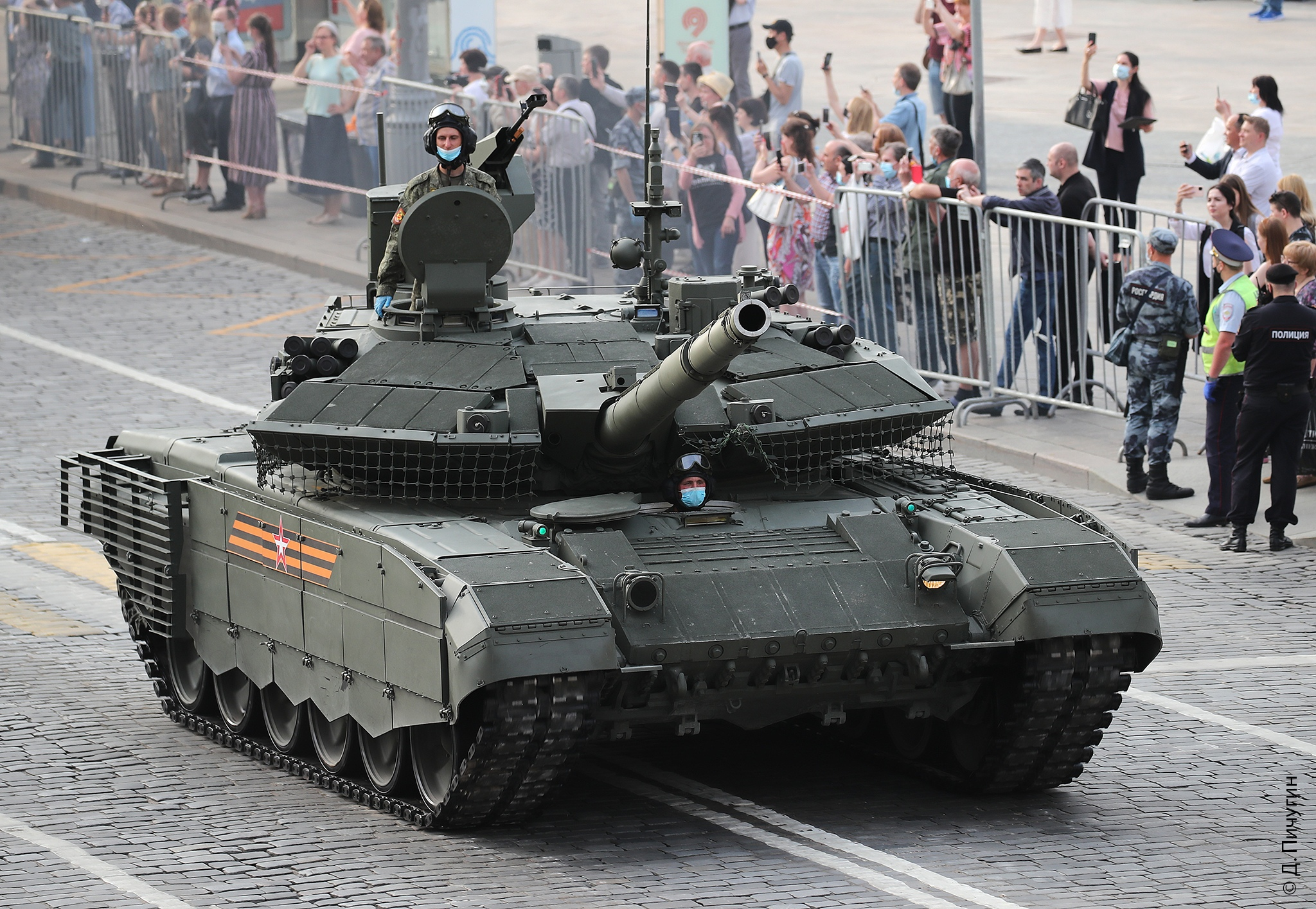

- T–90M Burlak (Objekt 188M) – Prototípus, új 125 mm-es 2A82 löveg, Relikt ERA, új elektronikai rendszerek, új motor, nagyobb torony (ebben kerül elhelyezésre a lőszerek egy része, aminek köszönhetően hosszabb lőszereket is magával vihet a harckocsi, továbbá ellátták a belső teret egy új repeszfogó bevonattal), új tűzoltórendszer és légkondicionáló rendszer.
  - T–90M1 – Prototípus. T–90M alváz, amire az Objekt 640 prototípus harckocsi tornya épül.
  - T–90MSZ -
  - T–90MSZK -

### További típusváltozatok
- BMPT – Harckocsi-támogató harcjármű.
- BREM–72 – Páncélozott műszaki mentő.
- IMR–3M – Műszaki mentő változat.
- MTU–72 – Hídvető jármű.
- IMR–2MA – Átjárónyitó harckocsi.
- BMR–3M – Páncélozott aknamentesítő harcjármű.

## Alkalmazók

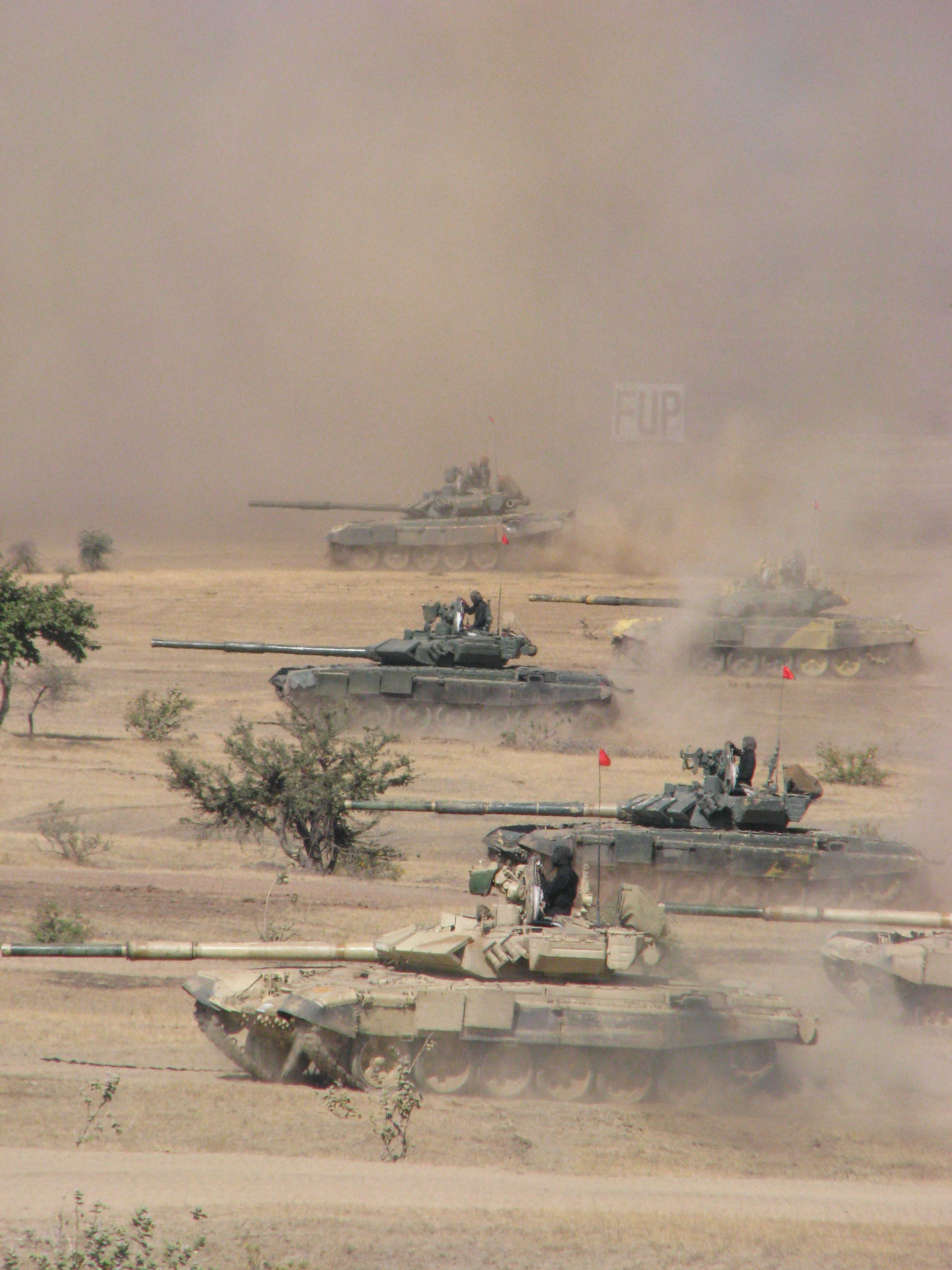
Az indiai hadsereg T-90IN "Bhishma" harckocsijai gyakorlat közben

- Oroszország: 431 db T–90A és 266 db T–90 (2011-es adat)
- India: 1250 db T–90SZ típusú harckocsival rendelkezik, ezt a számot 1640 db-ra szeretnék növelni 2018-ig, de legkésőbb 2020-ig (a még tervezett mennyiséget Indiában, orosz segítséggel, licenc alapján gyártják). 2016 szeptemberében további 464 T–90MSZ lett megrendelve 2,1 milliárd dollár értékben.
- Algéria: 572 db T–90SZA. További 340 T–90MSZ-t licenc alapján gyártanak 2017 elejétől.
- Szaúd-Arábia: 150 db T–90SZ megrendelve.
- Türkmenisztán: 10 db T–90SZ-t rendelt 30 millió dollár értékben.
- Ukrajna: Legalább 13 T-90A-t, 1 T-90S-t és 2 T-90M -et zsákmányoltak az Orosz Hadseregtől a 2022-es invázió idején, melyeket az Ukrán Fegyveres Erők hadrendbe állított[2]

### Lehetséges megrendelők
- Líbia: 180-200 T–90-es volt tervben, ez azonban a 2011-es incidensek miatt kérdésessé vált.
- Irán
- Libanon
- Jemen
- Marokkó